# 블라디미르의 성모

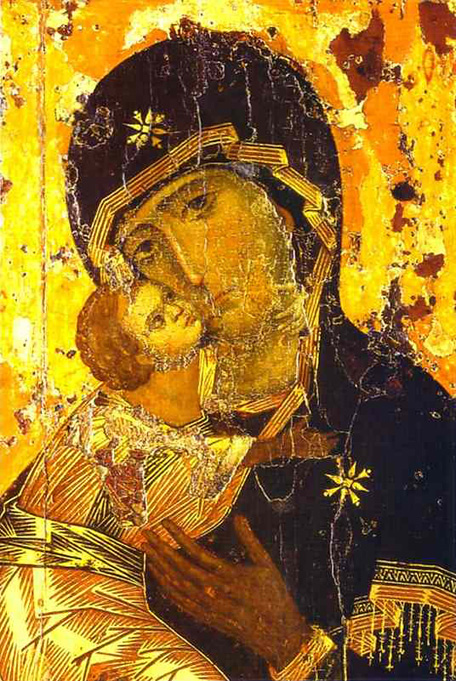
블라디미르의 성모

블라디미르의 성모(러시아어: Владимирская Богоматерь)는 가장 많이 사랑받는 정교회의 성화상 가운데 하나이자 비잔티움 양식 초상의 전형적인 예이다. 이 성화는 현재 러시아 모스크바의 트레티야코프 미술관에 전시되어 있다. 블라디미르의 성모 축일은 6월 3일이다. 심지어 다른 유명한 성화들 가운데 블라디미르의 성모 성화를 모방하는 것들이 많으며, 이러한 경우는 수세기 동안 지속되었다. 많은 모방작들은 지금도 예술적, 종교적 중요성을 가지고 있다. 블라디미르의 성모 성화는 어린 시절의 예수 그리스도가 자신의 어머니인 성모 마리아와 뺨을 맞대는 모습으로 그려져 있는데, 이는 성모자의 다정한 한때를 표현한 것이다.
이 성화는 약 1131년경, 콘스탄티노폴리스 총대주교 루카 크리소베르게스가 키예프 대공 유리 돌고루키에게 선물로 주었다.